# Мария де Шатильон
Мария де Шатильон (Marie de Châtillon) (1323—1363) — герцогиня Лотарингии по правам мужа с 1334, регент Лотарингии при своём малолетнем сыне Жане I с 1346 по 1361.
Дочь (младший ребёнок) Ги I де Блуа-Шатильона — графа Блуа и Шартра, и Маргариты де Валуа, сестры короля Филиппа VI.
В мае 1334 года выдана замуж за Рауля (1320—1346), герцога Лотарингии. Её приданое составило 22 150 турских ливров, оговоренная в брачном контракте «вдовья доля» (douaire) — сеньории Габоньер, Рюминьи и Обантон. За этого, с 1329 по 1333 год, Рауль был женат на Элеоноре де Бар. В то время они оба были в подростковом возрасте.
В 1343 году родились дочери-близнецы, вскоре умершие.
В начале 1346 года родился сын — Жан. В том же году, 26 августа, Рауль Лотарингский погиб в битве при Креси. Мария де Шатильон стала регентом герцогства. Её сын Жан I (1346—1390) начал править самостоятельно в 15-летнем возрасте.
В 1353 году Мария де Шатильон вторым браком вышла замуж за Фридриха VIII, графа фон Ляйнинген-Дагсбург (ум. 1376/78). 
Не следует путать её с полной тёзкой Марией де Блуа-Шатильон (1345—1404), дочерью Карла де Блуа-Шатильона (1319—1364), герцога Бретани. Именно благодаря этой Марии сеньория Гиз перешла к Анжуйскому дому. Людовик II Анжуйский, сын Марии де Блуа-Шатильон, завещал сеньорию Гиз своему сыну Рене Доброму.